# Daiki Nishiyama
Daiki Nishiyama (jap. 西山大希 Nishiyama Daiki; ur. 20 listopada 1990) – japoński judoka, dwukrotny wicemistrz świata. 
Największym sukcesem zawodnika jest srebrny medal mistrzostw świata zdobyty w Tokio w 2010 i rok później, w Paryżu w kategorii do 90 kg.